# Royal Ulster Constabulary

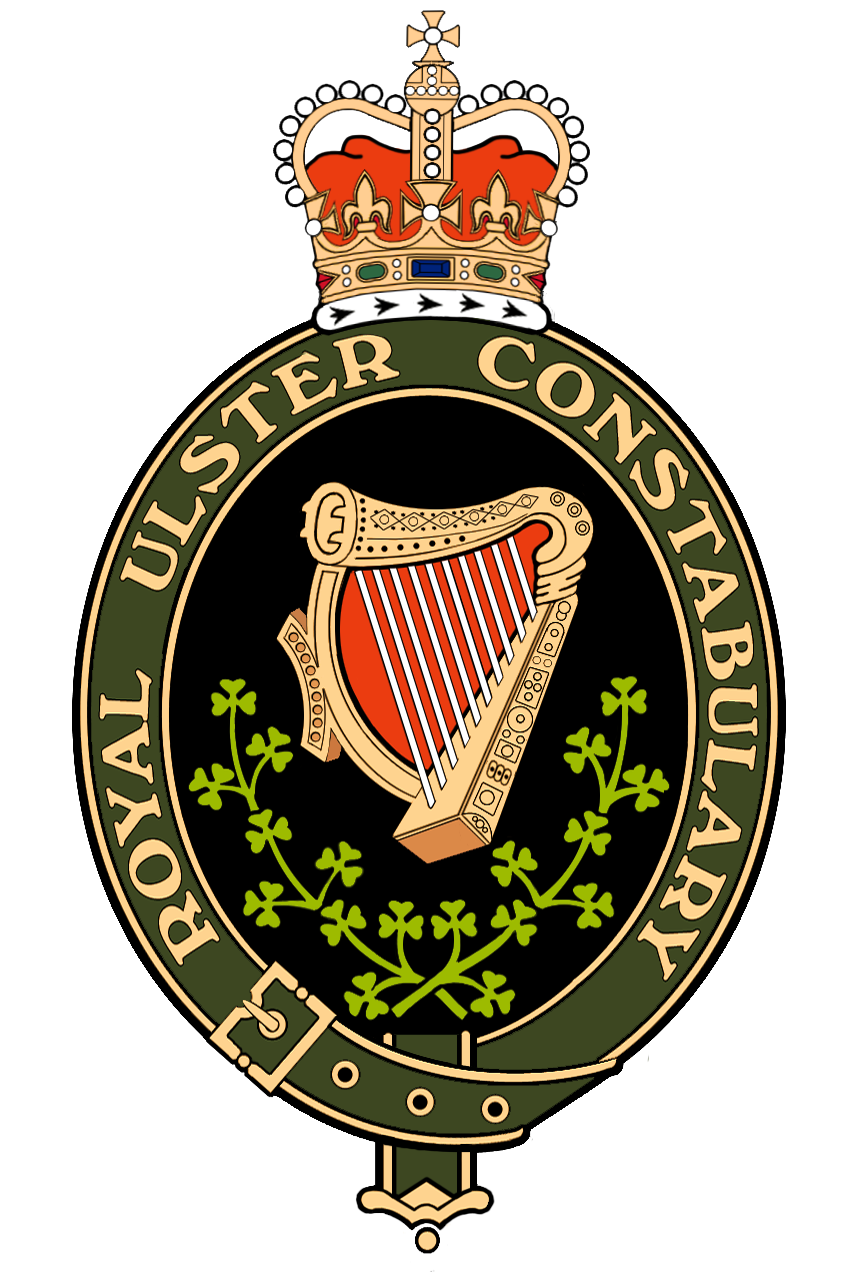
Royal Ulster Constabulary

Die Royal Ulster Constabulary (RUC, Constáblacht Ríoga Uladh) war die Organisation der Polizei in Nordirland von 1922 bis 2001. Sie entstand anlässlich der irischen Teilung am 1. Juni 1922 aus der Royal Irish Constabulary (RIC). Sie umfasste maximal 8.500 Beamte mit zusätzlich 4.500 Reservisten in der umstrittenen Ulster Special Constabulary. 2001 wurde die RUC als Police Service of Northern Ireland (PSNI) neu organisiert.

## Geschichte
Ihr Vorläufer, die Royal Irish Constabulary, wurde durch den Irish Constabulary Act des Jahres 1822 gegründet. Die RIC wurde, nachdem im Juli 1921 im Anglo-Irischen Krieg (auch: Irischer Unabhängigkeitskrieg) ein Waffenstillstand in Irland ausgerufen worden war, im Jahr 1922 aufgelöst und durch zwei neue Polizeigruppen ersetzt: die Garda Síochána im irischen Freistaat und die Royal Ulster Constabulary in Nordirland.
Die RUC wurde offiziell am 1. Juni 1922 gegründet. Das Hauptquartier des neuen Polizeiverbands wurde im Atlantic Buildings in Belfast eingerichtet. Charles Wickham war der erste Inspector-General. Die RUC war weitgehend identisch mit der vorherigen Royal Irish Constabulary (RIC), von der sie auch die Doppelaufgabe der Polizei und der Erhaltung des politischen Status quo übernahm. Wie in der RIC (und im Gegensatz zu Großbritannien und dem Südteil Irlands) waren alle Angehörigen bewaffnet. Anstelle der bisherigen dunkelblauen trugen sie eine dunkelgrüne Uniform.
Viele Männer der Royal Irish Constabulary zog es unter dem Druck des Irischen Bürgerkriegs in den Norden zur RUC. Dies führte in Nordirland zu einer Streitkraft, die zu 40 % aus Katholiken bestand. Diese Quote fiel später auf 8 %, als ausgeschiedene Polizisten nicht mehr durch Katholiken aus dem Norden ersetzt wurden, da diese meist die strenge unionistische Gesinnung der RUC ablehnten.
Die RUC wurde so als konfessionell dominiert betrachtet; Katholiken befürchteten Repressalien aus ihrem eigenen gesellschaftlichen Umfeld. Dies führte dazu, dass sich nicht nur das Problem der einseitigen Personalstruktur verselbständigte; Katholiken vermieden es auch, die Polizei im Falle von Delikten hinzuzuziehen oder mit ihr zusammenzuarbeiten. Besonders verhasst war bei den Katholiken die Ulster Special Constabulary (USC), eine paramilitärische Hilfstruppe der RIC. Sie rekrutierte sich fast ausschließlich aus protestantischen Unionisten. Bei den Unruhen Anfang der 1920er Jahre wurden 49 Polizisten der USC getötet, 11 von ihnen in Belfast.
In den 1950er Jahren kam es zu Anschlägen der IRA in der Border Campaign und durch Saor Uladh. Angegriffen wurden unter anderem Einrichtungen der RUC und der britischen Armee, Brücken und ein Gerichtsgebäude. Am 1. Januar 1957 scheiterte ein Angriff eines IRA-Kommandos unter Seán Garland auf die Polizeistation der RUC in Brookeborough, County Fermanagh. Die von den Anschlägen überraschte nordirische Regierung setzte 3.000 RUC-Polizisten und 12.000 B-Specials ein.
Ende der 1960er Jahre begannen immer mehr katholische wie auch protestantische Bürger gegen die Ungerechtigkeiten und Ungleichbehandlungen in Nordirland zu demonstrieren. Am 5. Oktober 1968 wurden rund 2000 katholische Bürgerrechtler in Londonderry von der Royal Ulster Constabulary in der Duke Street eingekreist und brutal niedergeknüppelt. Mehr als 100 Demonstranten wurden verletzt. Auch die folgenden Protestmärsche von Katholiken wurden von der RUC und den örtlichen Behörden gewaltsam niedergeschlagen. Eine daraufhin eingesetzte Kommission unter Vorsitz von John Hunt empfahl Ende Oktober 1969 die Auflösung der B-Specials der USC. An ihre Stelle trat, wie von der Kommission empfohlen, ab April 1970 eine in Nordirland rekrutierte Einheit der britischen Armee, das Ulster Defence Regiment, der viele ehemalige B-Specials beitraten.
Nach einer Eskalation der Unruhen in Nordirland, in denen acht Menschen starben, 750 verletzt und 1505 katholische Familien vertrieben wurden, fünfmal so viele wie protestantische, rief der nordirische Premierminister James Chichester-Clark die britische Armee zu Hilfe, nachdem die RUC nicht in der Lage gewesen war, die Unruhen zu beenden. Am 5. Februar 1971 tötete die Provisional IRA in Belfast bei einer Schießerei in der Gegend von New Lodge mit Robert Curtis den ersten britischen Soldaten. Danach waren Schusswechsel zwischen der IRA und den Sicherheitskräften an der Tagesordnung. Auch diverse Waffenstillstände und das Ende des Stormonts 1972 führten nicht zu einer Beruhigung der Lage.
Infolge dieser Entwicklungen kam es in vornehmlich katholischen Stadtvierteln zu Zuständen, die an Gesetzeslosigkeit grenzten oder bei denen die vollziehende Gewalt von der IRA übernommen wurde. Es gab unter der RUC und seinen Gegnern im Verlauf der Troubles zahlreiche Todesopfer. Als letzte RUC-Mitglieder wurden am 16. Juni 1997 zwei Offiziere in Lurgan (Co Armagh) getötet.
Erst mit dem Karfreitagsabkommen vom 10. April 1998 wurde (zur Überraschung vieler Beobachter) ein Konsens beider Seiten erzielt, der u. a. die politischen Forderungen Großbritanniens berücksichtigte. Londons Zugeständnis war im Gegenzug eine Reform der RUC und eine stärkere Beteiligung der Sinn Féin an der Verwaltung Nordirlands.
Kurz vor der Auflösung der Royal Ulster Constabulary verlieh ihr die britische Königin Elisabeth II. 1999 das Georgs-Kreuz. 2001 wurde die RUC als Police Service of Northern Ireland (PSNI) neu organisiert.